# 贝尔格莱德汽车站
贝尔格莱德汽车站是塞尔维亚贝尔格莱德的主要公交车站。公交车站位于萨夫斯基韦纳茨 ，由一个公交车站和两个公交车站组成。
新的贝尔格莱德新车站正在建设中，旧车站将被拆除。